# راجيش راو
راجيش راو (9 ديسمبر 1974 في المملكة المتحدة - ) (بالإنجليزية: Rajesh Rao)‏ هو لاعب كريكت بريطاني. لعب مع نادي مقاطعة ساسكس للكركيت ‏ وMiddlesex Cricket Board ‏.

## وصلات خارجية
- راجيش راو على موقع إي آس بي آن كريك إنفو (الإنجليزية)